# Myiodactylus sorongensis
Myiodactylus sorongensis är en insektsart som beskrevs av Tim R. New 1988. Myiodactylus sorongensis ingår i släktet Myiodactylus och familjen Nymphidae. Inga underarter finns listade i Catalogue of Life.